# Heligmonevra trisignata
Heligmonevra trisignata là một loài ruồi trong họ Asilidae. Heligmonevra trisignata được Ricardo miêu tả năm 1922.